# Phyllis Diller
Phyllis Ada Diller, född Driver den 17 juli 1917 i Lima, Ohio, död 20 augusti 2012 i Brentwood, Los Angeles, Kalifornien, var en amerikansk skådespelare och komedienne.

## Biografi
Diller var nästan 40 år, fembarnsmor och med arbete som reklamskrivare för en radiostation i Kalifornien när hon gjorde en sensationell debut på nattklubben Purple Onion i San Francisco. Hon fortsatte att framträda på nattklubbar och TV och blev snart populär över hela USA som slampig, självironisk ståuppkomiker med råa repliker, många på bekostnad av hennes förste make, ”Fang”.
Under 1960-talet medverkade hon i flera filmer mot bland andra Bob Hope. 1970 uppträdde hon på Broadway i titelrollen i Hello Dolly.
Diller gjorde också rösten till Thelma Griffin, Peters mor i serien Family Guy.

## Teater
| År   | Roll                 | Produktion                                     | Regi           | Teater                           |
| ---- | -------------------- | ---------------------------------------------- | -------------- | -------------------------------- |
| 1969 | Dolly Gallagher Levi | Hello, Dolly! Michael Stewart och Jerry Herman | Gower Champion | St. James Theatre, New York, USA |